# Fußball-Verbandsliga Schleswig-Holstein 1996/97
Die Verbandsliga Schleswig-Holstein wurde zur Saison 1996/97 das 50. Mal ausgetragen und bildete den Unterbau der viertklassigen Oberliga Hamburg/Schleswig-Holstein. Die erstplatzierte Mannschaft stieg direkt auf, während die zweitplatzierte Mannschaft Relegationsspiele gegen den Zweitplatzierten der Verbandsliga Hamburg bestreiten musste (abhängig von den Absteigern aus der Regionalliga Nord). Die Mannschaften auf den drei letzten Plätzen mussten in die Landesliga absteigen.

## Vereine
Im Vergleich zur Saison 1995/96 veränderte sich die Zusammensetzung der Liga folgendermaßen: TSB Flensburg war in die Oberliga Hamburg/Schleswig-Holstein auf-, während Holstein Kiel II aus der Oberliga Hamburg/Schleswig-Holstein abgestiegen war. Die drei Absteiger hatten die Verbandsliga verlassen und wurden durch die drei Aufsteiger Eckernförder SV (Wiederaufstieg nach fünf Jahren), SC Comet Kiel (Wiederaufstieg nach 17 Jahren) und Eichholzer SV (Wiederaufstieg nach einer Saison) ersetzt.
| Verein           | Stadt         | Kreis                 | Qualifikation                                         |
| ---------------- | ------------- | --------------------- | ----------------------------------------------------- |
| Holstein Kiel II | Kiel          |                       | Absteiger aus der Oberliga Hamburg/Schleswig-Holstein |
| TuS Felde        | Felde         | Rendsburg-Eckernförde | 2. Platz 1995/96                                      |
| TSV Altenholz    | Altenholz     | Rendsburg-Eckernförde | 3. Platz 1995/96                                      |
| Rendsburger TSV  | Rendsburg     | Rendsburg-Eckernförde | 4. Platz 1995/96                                      |
| VfB Kiel         | Kiel          |                       | 5. Platz 1995/96                                      |
| SV Sereetz       | Ratekau       | Ostholstein           | 6. Platz 1995/96                                      |
| Bramstedter TS   | Bad Bramstedt | Segeberg              | 7. Platz 1995/96                                      |
| Schleswig 06     | Schleswig     | Schleswig-Flensburg   | 8. Platz 1995/96                                      |
| FC Kilia Kiel    | Kiel          |                       | 9. Platz 1995/96                                      |
| Flensburg 08     | Flensburg     |                       | 10. Platz 1995/96                                     |
| TSV Plön         | Plön          | Plön                  | 11. Platz 1995/96                                     |
| SV Eichede       | Steinburg     | Stormarn              | 12. Platz 1995/96                                     |
| SV Ellerbek      | Kiel          |                       | 13. Platz 1995/96                                     |
| Eckernförder SV  | Eckernförde   | Rendsburg-Eckernförde | Aufsteiger aus der Landesliga Nord                    |
| SC Comet Kiel    | Kiel          |                       | Aufsteiger aus der Landesliga Nord                    |
| Eichholzer SV    | Lübeck        |                       | Aufsteiger aus der Landesliga Süd                     |

## Saisonverlauf
Die Meisterschaft und den direkten Aufstieg in die Oberliga Hamburg/Schleswig-Holstein sicherte sich der TSV Altenholz. Der Zweitplatzierte TuS Felde musste Aufstiegsspiele gegen den Zweiten der Verbandsliga Hamburg bestreiten, wo er ASV Bergedorf 85 unterlag. Da zwei Mannschaften aus der Oberliga abstiegen, stiegen die letzten vier Mannschaften aus der Verbandsliga ab: die Bramstedter TS nach fünf Spielzeiten, der Eckernförder SV nach einer Saison, der TSV Plön nach drei Spielzeiten und der VfB Kiel nach elf Jahren.

### Tabelle
| Pl. | Verein               | Sp. | S  | U  | N  | Tore    | Diff. | Punkte |
| --- | -------------------- | --- | -- | -- | -- | ------- | ----- | ------ |
| 1.  | TSV Altenholz        | 30  | 24 | 5  | 1  | 091:180 | +73   | 77     |
| 2.  | TuS Felde            | 30  | 20 | 8  | 2  | 082:240 | +58   | 68     |
| 3.  | FC Kilia Kiel        | 30  | 18 | 5  | 7  | 066:400 | +26   | 59     |
| 4.  | SV Sereetz           | 30  | 16 | 8  | 6  | 055:310 | +24   | 56     |
| 5.  | Rendsburger TSV      | 30  | 14 | 9  | 7  | 042:300 | +12   | 51     |
| 6.  | Schleswig 06         | 30  | 13 | 6  | 11 | 048:390 | +9    | 45     |
| 7.  | Eichholzer SV (N)    | 30  | 12 | 8  | 10 | 046:370 | +9    | 44     |
| 8.  | SV Ellerbek          | 30  | 12 | 7  | 11 | 043:490 | −6    | 43     |
| 9.  | SC Comet Kiel (N)    | 30  | 10 | 11 | 9  | 055:540 | +1    | 41     |
| 10. | SV Eichede           | 30  | 10 | 11 | 9  | 029:350 | −6    | 41     |
| 11. | Holstein Kiel II (A) | 30  | 11 | 4  | 15 | 040:390 | +1    | 37     |
| 12. | Flensburg 08         | 30  | 7  | 7  | 16 | 042:660 | −24   | 28     |
| 13. | Bramstedter TS       | 30  | 7  | 4  | 19 | 040:710 | −31   | 25     |
| 14. | Eckernförder SV (N)  | 30  | 5  | 6  | 19 | 031:650 | −34   | 21     |
| 15. | TSV Plön             | 30  | 3  | 6  | 21 | 014:670 | −53   | 15     |
| 16. | VfB Kiel             | 30  | 4  | 3  | 23 | 022:810 | −59   | 15     |

| (M) | Staffelsieger der Verbandsliga Schleswig-Holstein 1995/96     |
| (A) | Absteiger aus der Oberliga Hamburg/Schleswig-Holstein 1995/96 |
| (N) | Aufsteiger aus der Landesliga Schleswig-Holstein 1995/96      |